# Lista uczestników Arctic Race of Norway 2016
Lista uczestników Arctic Race of Norway 2016.
W wyścigu brało udział 11 drużyn UCI World Tour 2016, 7 z UCI Professional Continental oraz cztery z UCI Continental. Zawodnicy nosili numery od 1 do 216.

## Legenda
| Legenda | Legenda                                    |
| ------- | ------------------------------------------ |
|         | Zwycięzca klasyfikacji generalnej          |
|         | Zwycięzca klasyfikacji górskiej            |
|         | Zwycięzca klasyfikacji punktowej           |
|         | Zwycięzca klasyfikacji młodzieżowej        |
| DNS     | Zawodnik nie wystartował do etapu          |
| DNF     | Zawodnik nie ukończył etapu                |
| DSQ     | Zawodnik został zdyskwalifikowany          |
| HD      | Zawodnik przekroczył limit czasu na etapie |

## Drużyny
| # | Kolarz               | Wiek | Poz. |
| - | -------------------- | ---- | ---- |
| 1 | Rein Taaramäe        | 29   | 16   |
| 2 | Sven Erik Bystrøm    | 24   | 123  |
| 3 | Jacopo Guarnieri     | 28   | 121  |
| 4 | Marco Haller         | 25   | 96   |
| 5 | Alexander Kristoff   | 29   | 14   |
| 6 | Wiaczesław Kuzniecow | 27   | 47   |

| #  | Kolarz            | Wiek | Poz. |
| -- | ----------------- | ---- | ---- |
| 11 | Lars Boom         | 30   | 93   |
| 12 | Maksat Ajazbajew  | 24   | 82   |
| 13 | Laurens de Vreese | 27   | 27   |
| 14 | Andrea Guardini   | 27   | 114  |
| 15 | Arman Kamyszew    | 25   | 43   |
| 16 | Rusłan Tleubajew  | 29   | 38   |

| #  | Kolarz           | Wiek | Poz. |
| -- | ---------------- | ---- | ---- |
| 21 | Philippe Gilbert | 34   | 8    |
| 22 | Marcus Burghardt | 33   | 25   |
| 23 | Amaël Moinard    | 34   | 10   |
| 24 | Daniel Oss       | 29   | 76   |
| 25 | Michael Schar    | 29   | 20   |
| 26 | Loïc Vliegen     | 22   | 12   |

| #  | Kolarz             | Wiek | Poz. |
| -- | ------------------ | ---- | ---- |
| 31 | Youcef Reguigui    | 26   | 36   |
| 32 | Matthew Brammeier  | 31   | 107  |
| 33 | Tyler Farrar       | 32   | 80   |
| 34 | Songezo Jim        | 25   | 61   |
| 35 | Jay Robert Thomson | 30   | 66   |
| 36 | Johann Van Zyl     | 25   | 35   |

| #  | Kolarz           | Wiek | Poz.  |
| -- | ---------------- | ---- | ----- |
| 41 | Stef Clement     | 33   | 2     |
| 42 | Martin Elmiger   | 37   | 4     |
| 43 | Reto Hollenstein | 30   | 9     |
| 44 | Leigh Howard     | 26   | 72    |
| 45 | Matteo Pelucchi  | 27   | DNS-1 |
| 46 | Vicente Reynes   | 35   | 56    |

| #  | Kolarz               | Wiek | Poz. |
| -- | -------------------- | ---- | ---- |
| 51 | Arnaud Démare        | 24   | 98   |
| 52 | Mickaël Delage       | 31   | 88   |
| 53 | Odd Christian Eiking | 21   | 5    |
| 54 | Daniel Hoelgaard     | 23   | 116  |
| 55 | Yoann Offredo        | 29   | 40   |
| 56 | Marc Sarreau         | 23   | 101  |

| #  | Kolarz               | Wiek | Poz.  |
| -- | -------------------- | ---- | ----- |
| 61 | Kristoffer Halvorsen | 20   | 85    |
| 62 | Amund Grondahl       | 22   | 90    |
| 63 | Bjørn Tore Hoem      | 25   | 11    |
| 64 | Truls Engen Korsaeth | 22   | DNF-2 |
| 65 | Anders Skaarseth     | 21   | 24    |
| 66 | Adrian Aas Stien     | 23   | 92    |

| #  | Kolarz            | Wiek | Poz.  |
| -- | ----------------- | ---- | ----- |
| 71 | Alexander Kamp    | 22   | 34    |
| 72 | Rasmus Guldhammer | 27   | 77    |
| 73 | Alex Kirsch       | 24   | DNS-3 |
| 74 | Michael Reihs     | 37   | 74    |
| 75 | Fabian Wegmann    | 36   | 50    |

| #  | Kolarz         | Wiek | Poz.  |
| -- | -------------- | ---- | ----- |
| 81 | Oscar Gatto    | 31   | 3     |
| 82 | Michael Kolář  | 23   | 109   |
| 83 | Jay McCarthy   | 23   | DNF-1 |
| 84 | Juraj Sagan    | 27   | 57    |
| 85 | Jurij Trofimow | 32   | DNF-2 |
| 85 | Nikołaj Trusow | 31   | 26    |

| #  | Kolarz           | Wiek | Poz. |
| -- | ---------------- | ---- | ---- |
| 91 | August Jensen    | 24   | 19   |
| 92 | Haavard Blikra   | 24   | 94   |
| 93 | Krister Hagen    | 27   | 104  |
| 94 | Oscar Landa      | 22   | 120  |
| 95 | Øivind Lukkedahl | 22   | 29   |
| 96 | Andreas Olsen    | 22   | 87   |

| #   | Kolarz           | Wiek | Poz. |
| --- | ---------------- | ---- | ---- |
| 101 | Jonathan Hivert  | 31   | 48   |
| 102 | Franck Bonnamour | 21   | 46   |
| 103 | Vegard Breen     | 26   | 41   |
| 104 | Maxime Cam       | 24   | 53   |
| 105 | Benoit Jarrier   | 27   | 60   |
| 106 | Boris Vallée     | 23   | 112  |

| #   | Kolarz               | Wiek | Poz. |
| --- | -------------------- | ---- | ---- |
| 111 | Lars Petter Nordhaug | 32   | 49   |
| 112 | Andrew Fenn          | 26   | 113  |
| 113 | Sebastián Henao      | 23   | 6    |
| 114 | Gianni Moscon        | 22   | 1    |
| 115 | Ben Swift            | 28   | 13   |
| 116 | Danny van Poppel     | 23   | 83   |

| #   | Kolarz               | Wiek | Poz. |
| --- | -------------------- | ---- | ---- |
| 121 | John Degenkolb       | 27   | 51   |
| 122 | Søren Kragh Andersen | 22   | 58   |
| 123 | Roy Curvers          | 36   | 64   |
| 124 | Max Kanter           | 18   | 108  |
| 125 | Ramon Sinkeldam      | 27   | 59   |
| 126 | Max Walscheid        | 23   | 122  |

| #   | Kolarz            | Wiek | Poz. |
| --- | ----------------- | ---- | ---- |
| 131 | Sep Vanmarcke     | 28   | 18   |
| 132 | Twan Castelijns   | 27   | 30   |
| 133 | Moreno Hofland    | 24   | 84   |
| 134 | Mike Teunissen    | 23   | 70   |
| 135 | Tom Van Asbroeck  | 26   | 73   |
| 136 | Dennis van Winden | 28   | 103  |

| #   | Kolarz            | Wiek | Poz. |
| --- | ----------------- | ---- | ---- |
| 141 | Giacomo Nizzolo   | 27   | 62   |
| 142 | Niccolò Bonifazio | 22   | 81   |
| 143 | Marco Coledan     | 27   | 111  |
| 144 | Stijn Devolder    | 36   | 119  |
| 145 | Grégory Rast      | 36   | 71   |
| 146 | Boy van Poppel    | 28   | 97   |

| #   | Kolarz              | Wiek | Poz.  |
| --- | ------------------- | ---- | ----- |
| 151 | Sam Bennett         | 25   | DNF-4 |
| 152 | Zakkari Dempster    | 28   | 86    |
| 153 | Dominik Nerz        | 26   | 21    |
| 154 | Lukas Pöstlberger   | 24   | 69    |
| 155 | Andreas Schillinger | 33   | 67    |
| 156 | Paul Voss           | 30   | 15    |

| #   | Kolarz           | Wiek | Poz. |
| --- | ---------------- | ---- | ---- |
| 161 | Sylvain Chavanel | 37   | 22   |
| 162 | Ryan Anderson    | 29   | 17   |
| 163 | Romain Cardis    | 21   | 45   |
| 164 | Tony Hurel       | 28   | 52   |
| 165 | Julien Morice    | 25   | 55   |
| 166 | Alexandre Pichot | 33   | 110  |

| #   | Kolarz            | Wiek | Poz.  |
| --- | ----------------- | ---- | ----- |
| 171 | Marco Marcato     | 32   | 42    |
| 172 | Simone Antonini   | 25   | 75    |
| 173 | Danilo Napolitano | 35   | 102   |
| 174 | Lander Seynaeve   | 24   | 115   |
| 175 | Bjorn Thurau      | 28   | 54    |
| 176 | Kevin van Melsen  | 29   | DNF-3 |

| #   | Kolarz             | Wiek | Poz. |
| --- | ------------------ | ---- | ---- |
| 181 | Preben Van Hecke   | 34   | 7    |
| 182 | Kenny De Ketele    | 31   | 118  |
| 183 | Floris De Tier     | 24   | 32   |
| 184 | Jarl Salomein      | 27   | 68   |
| 185 | Dries Van Gestel   | 21   | 39   |
| 186 | Bert Van Lerberghe | 23   | 65   |

| #   | Kolarz           | Wiek | Poz.  |
| --- | ---------------- | ---- | ----- |
| 191 | Steele Von Hoff  | 28   | 100   |
| 192 | Karol Domagalski | 27   | 33    |
| 193 | Kristian House   | 36   | 78    |
| 194 | Martin Mortensen | 31   | 63    |
| 195 | Christopher Opie | 29   | DNF-4 |
| 196 | Peter Williams   | 29   | 28    |

| #   | Kolarz             | Wiek | Poz. |
| --- | ------------------ | ---- | ---- |
| 201 | Fridtjof Røinås    | 22   | 105  |
| 202 | Kristian Aasvold   | 21   | 95   |
| 203 | Herman Dahl        | 22   | 117  |
| 204 | Carl Fredrik Hagen | 24   | 37   |
| 205 | Trond Trondsen     | 22   | 44   |
| 206 | Andreas Vangstad   | 24   | 79   |

| #   | Kolarz               | Wiek | Poz. |
| --- | -------------------- | ---- | ---- |
| 211 | Audun Brekke Fløtten | 25   | 106  |
| 212 | Jonas Abrahamsen     | 20   | 23   |
| 213 | Max Emil Kørner      | 25   | 91   |
| 214 | Rasmus Tiller        | 20   | 99   |
| 215 | Torstein Traeen      | 21   | 31   |
| 216 | Syver Waersted       | 20   | 89   |